# Lestrigonus crucipes
Lestrigonus crucipes är en kräftdjursart som först beskrevs av Carl Erik Alexander Bovallius 1889.  Lestrigonus crucipes ingår i släktet Lestrigonus och familjen Lestrigonidae. Inga underarter finns listade i Catalogue of Life.